# A. C. Bhaktivedanta Svami Prabhupada
A. C. Bhaktivedanta Svami Prabhupada, indijski verski učitelj, * 1. september 1896, Kalkuta, † 14. november 1977, Vrindavan.
Bhaktivedanta Svami Prabhupada je svojega duhovnega učitelja, Šrila Bhaktisidhanto Sarasvatija Gosvamija, prvič srečal leta 1922 v Kalkuti. Bhaktisidhanti Sarasvatiju, enemu največjih učenjakov, poznavalcev religije in ustanovitelju štiriinšestdesetih Gaudija Mathov (vajšnavskih centrov), je bil izobraženi mladenič všeč in prepričal ga je, naj življenje posveti poučevanju vedskega znanja. Šrila Prabhupada je postal njegov učenec, enajst let pozneje pa ga je Bhaktisidhanta Sarasvati v Alahabadu tudi formalno posvetil.
Šrila Bhaktisidhanta Sarasvati Thakura mu je na njunem prvem srečanju leta 1922 rekel, naj vedsko znanje razširi v angleščini. V letih, ki so sledila, je Šrila Prabhupada napisal komentar k Bhagavad Giti. Leta 1944 je začel izdajati revijo Back to Godhead (Nazaj k bogu), ki izhaja še zdaj.
Skupnost gaudijskih vajšnav ga je leta 1947 zaradi njegove izjemne filozofske učenosti počastila z naslovom »Bhaktivedanta«. Leta 1950 se je Šrila Prabhupada pri štiriinpetdesetih letih umaknil iz zakonskega življenja in vstopil v red vanaprasthe (red odmaknjenosti), da bi lahko več časa namenil preučevanju svetih spisov in pisanju. Iz Delhija se je preselil v sveto mesto Vrindavano, kjer je živel v skromnem srednjeveškem templju Radhe-Damodare. Tam se je za več let intenzivno posvetil preučevanju svetih spisov in pisanju. Leta 1959 je stopil v red odrekanja. V templju Radhe-Damodare je Šrila Prabhupada začel svoje življenjsko delo: prevod in komentar osemnajsttisočih verzov Šrimad Bhagavatame (Bhagavata Purane).
Ko je Šrila Prabhupada leta 1965 s tovorno ladjo prišel v New York, je bil tako rekoč brez denarja. Julija 1966 je po skoraj enoletnih velikih težavah ustanovil Mednarodno skupnost za zavest Krišne.
( Šrila Prabhupadov najpomembnejši prispevek so njegove knjige. Zaradi avtoritativnosti, globine in jasnosti so visoko cenjene v akademskih krogih, na mnogih univerzitetnih tečajih pa jih uporabljajo kot standardne učbenike. Njegova dela se prevajajo v petinsedemdeset jezikov. Izdaja jih založba Bhaktivedanta Book Trust, ki je bila s tem namenom ustanovljena leta 1972 in je zdaj največja založniška hiša na področju indijske religije in filozofije. )
Šrila Prabhupada je kljub visoki starosti v samo dvanajstih letih štirinajstkrat prepotoval svet in predaval na vseh celinah. Čeprav je bil tako dejaven, je še vedno veliko pisal. Njegova dela predstavljajo pravo knjižnico vedske filozofije, religije, književnosti in kulture.